# Пейволл

Окно пейволла на примере вымышленного издания, 2021

Пейво́лл (англ. paywall), пла́тный до́ступ, ценово́й барье́р — способ ограничения доступа к контенту веб-страницы до оплаты разовой или постоянной подписки. Как правило, термин употребляется в отношении политики СМИ и научных журналов по закрытию доступа к онлайн-материалам. Большинство изданий начали внедрять тот или иной вид пейволлов начиная с 2001 года, когда лопнул так называемый «пузырь доткомов», образовавшийся в результате непропорциональных инвестиций в интернет-компании. По этой причине многие пострадавшие от рухнувшего рекламного рынка редакции начали внедрять пейволлы в качестве новых стратегий финансирования. В свою очередь, научные журналы начали вводить пейволлы начиная с 1990-х. Рынок научной литературы контролируют четыре крупнейших издательства — Reed-Elsevier, Wiley-Blackwell, Springer и Taylor & Francis, которые к 2013 году публиковали до 53 % всех научных работ. В условиях практического отсутствия конкуренции ведущие издательства смогли установить высокие цены на подписки, которые продолжили расти, несмотря на всеобщий переход к цифровому формату. Как правило, плата за использование пейволла ложится на плечи научных учреждений, оформляющих институциональную подписку, которая обходится от $1500 до $3000 за журнал.
Различают несколько видов пейволлов — жёсткий (hard paywall), мягкий или измеряемый (metered), гибридный (fremium) и гибкий (dynamic). Жёсткий пейволл ограничивает читателям доступ к контенту до оплаты подписки. Такой вид ценового барьера может «закрывать» как отдельный раздел, так и целый веб-сайт. В этом случае каждый не оформивший подписку пользователь лишён доступа к материалам издания. Мягкий пейволл позволяет получать доступ к онлайн-контенту на основе установленных издателем условий. Чаще всего встречается платный доступ «по счётчику» (metered paywall) — система, по которой пользователи могут читать ограниченное количество статей в течение определённого периода времени. После достижения лимита доступ к контенту закрывается до приобретения подписки. Гибридный пейволл (или freemium) внедряется издательствами для совмещения бесплатного и платного контентов. При такой системе разделы последних новостей, как правило, остаются в свободном доступе, а эксклюзивные материалы (анализ событий, расследования) классифицируют как «премиум-контент». В этом случае доходы издательства формируются как за счёт рекламы, так и за счёт ограниченного количества подписчиков. Гибкий пейволл (dynamic paywall) позволяет издателям применять индивидуальный подход, адаптируя условия подписки под разные подгруппы аудитории, в зависимости от интересов, поведения в интернете, а также ценовой чувствительности. В таком случае для каждой подгруппы может отличаться не только цена подписки, но и ежемесячное количество бесплатных статей.
Анализ более чем 200 главных медиа в США и странах Европы в 2019 году показал, что около 69 % газет и журналов использовали ту или иную модель пейволла. Чаще всего издания отдавали предпочтение мягким и гибридным форматам, в то время как жёсткий тип платного доступа встречался реже всего.

## Характеристика
Под пейволлом (англ. paywall), иногда также обозначаемым как платный доступ или ценовой барьер, понимают различные способы ограничения доступа к содержимому веб-страницы до оплаты разовой или постоянной подписки. Пейволл должен побудить пользователей подписаться на долгосрочное получение новостей. Чаще всего встречается модель «по счётчику», когда читателям ежемесячно предоставляется бесплатный доступ к ограниченному числу статей (как правило, от 5 до 20), после чего их просят оплатить подписку. Большинство современных газет и журналов по всему миру получают доход двумя основными способами — через размещение рекламы и использование пейволлов. В первом случае издания публикуют свои материалы бесплатно, однако используют рекламные интеграции — чем выше количество посетителей сайта, тем больше просмотров и, следовательно, более выручка. Постепенно с развитием более эффективных рекламных инструментов, поставляемых ключевыми поисковыми системами и крупнейшими социальными сетями, вроде Google и Facebook, маркетинговые бюджеты, прежде направляемые на закупку баннерной рекламы в СМИ, были перераспределены в пользу таргетированной рекламы. Одновременно рекламодатели стали закупать рекламу в СМИ через RTB-сети, а не напрямую у владельцев сайтов. Наконец, широкое распространение систем блокировки рекламы среди пользователей снизило эффективность и число просмотров рекламы. Эти три фактора привели к значимому сокращению выручки от рекламы, из-за чего доходы СМИ заметно снизились. В качестве альтернативы традиционному способу получения прибыли через размещение рекламы издатели начали внедрять модель ценовых барьеров. Пейволлы особенно популярны среди деловых газет и журналов, имеющих развитую корпоративную клиентскую базу и возможность предоставлять эксклюзивный контент для подписчиков, например, информацию о фондовом рынке и анализ инвестиционного климата.

## История развития

### Пресса
Начиная с середины XIX века газеты и журналы начали ориентироваться на образовавшийся социальный рабочий класс. Распространение печатных изданий приобрело массовый характер — уже к концу века тиражи некоторых популярных газет выросли до миллиона, а издательство стало считаться прибыльным и влиятельным коммерческим бизнесом. В это время большинство печатных изданий окупалось за счёт публикации рекламных объявлений. Так, американский медиамагнат Сайрус Кертис в 1897 году выкупил журнал The Saturday Evening Post за $1000 и вложил в его развитие $1 250 000. Вскоре издание получило широкое распространение благодаря статьям о мире бизнеса, и уже к 1922-му тираж The Saturday Evening Post превысил 2 000 000 экземпляров, а доход от рекламы — $28 000 000. Большинство журналов и газет развивались по похожей бизнес-модели — сначала владельцы инвестировали в увеличение тиража, а затем устанавливали высокие расценки на рекламу, оправдывая их большим тиражом. Подобные издания даже получили название penny press или бульварная пресса, поскольку они продавались по символической цене в местах большого скопления людей — как правило, улицах и бульварах городов. Одними из первых газет этой категории стали американская Boston Evening Transcript, французская La Presse и немецкая Die Presse. Приоритетом для издателей того времени было увеличение размера читательской аудитории, которое приводило к приумножению доходов от рекламы. Это оказало влияние и на качество журналистики — стали появляться «жёлтые» издания, освещающие исключительно скандалы. Если на начальном этапе развития массовой прессы реклама была почти всегда текстовой и её размещали в рамках печатных колонок, то к концу XIX века страницы многих газет были увешаны большими иллюстрированными рекламными объявлениями различных товаров и услуг.
Подобная модель финансирования печатных изданий продолжилась на протяжении всего XX века
Распространение интернета и появление новых цифровых технологий в начале 1990-х годов поставило перед издателями важные вопросы о формате публикации онлайн-статей и установлении цены на них. В то время многие издания выбрали формат бесплатных цифровых новостей, посчитав, что смогут по-прежнему получать доходы от размещения рекламы на сайтах.
Первый этап (1994—2000)
Уже начиная с середины 1990-х годов отдельные издания начали экспериментировать с альтернативными бизнес-моделями. К 1995-му около 30 газет США были представлены в онлайн-формате, большинство из них брали ежемесячную плату в $5-12. В 1995-м The Wall Street Journal сделал раздел «Деньги и инвестиции» платным, а в 1996-м закрыл доступ ко всей полнотекстовой онлайн-версии журнала. Осенью того же года у издания было около 50 000 постоянных читателей при 650 000 зарегистрированных. С введением пейволла максимальное количество новых подписчиков за сутки составило 30 000. В январе 2017 года редакция The Wall Street Journal установила стоимость ежегодной подписки в $49 для новых пользователей, и $29 для тех, кто ранее подписывался на печатную версию. Количество постоянных читателей возросло с 250 000 в 1998 году до 450 000 в 1999-м.
Несмотря на успех The Wall Street Journal другие новостные издания не стремились вводить пейволлы из опасения, что платный доступ приведёт к сокращению числа читателей в интернете и, соответственно, падению доходов от рекламы. Из-за неразвитости систем онлайн-платажей и трудностей с привлечением достаточного количества платных подписчиков, большинство газет и журналов сохраняли бесплатный доступ к материалам. К 1990-му от платного доступа отказались и прежде взимавшие деньги за онлайн-контент издания. В их число входили National Business Review, Consumer Reports, Businessweek и The Economist. Остались только две крупномасштабные газеты — The Wall Street Journal и Champaign News Gazette, месячная подписка на последнюю стоила $4,5. В этот период некоторые журналы (такие как The New York Times, Le Temps, The Jerusalem Post) пытались установить формулы частичной оплаты для доступа к отдельным материалам, например, к архивным статьям.
В 1996 году президент The New York Times Electronic Media и создатель веб-сайта газеты Мартин Низенхольц заявил, что «как только люди привыкают получать что-то бесплатно, трудно заставить их снова платить». Подобного мнения придерживались редакции и в других странах. Так, Хуан Луис Себриан, руководитель ведущей испанской медиа-группы и издательства El País, выразил мнение, что попытка сделать газеты прибыльными в интернете с помощью традиционной платёжной системы оказались обречёнными на провал.
К концу 1990-х большинство журналов приняло решение перейти к бесплатному новостному онлайн-контенту, поскольку это позволяло привлекать бо́льшее количество читателей, что, в свою очередь, можно было монетизировать через продажу рекламы.
Второй этап (2001—2007 год)

График роста и падения индекса Nasdaq за 1994—2006 год

В 2001 году лопнул так называемый «пузырь доткомов», образовавшийся в результате переориентирования на интернет-бизнес в конце XX века и непропорциональных инвестиций. Новые бизнес-модели оказались неэффективными, что привело к падению индекса технологической площадки Nasdaq и последующему банкротству и ликвидации сотен компаний. По этой причине пострадавшие от рухнувшего рекламного рынка издания начали пересматривать свои бизнес-модели, внедряя новые стратегии финансирования, в том числе и тестирование пейволлов. Самой популярной моделью того времени стали микроплатежи за доступ к одной статье или к архивным работам. В той или иной форме пейволлы начали внедрять крупнейшие газеты по всему миру, от New York Times до Le Monde, особую популярность практика получила в Центральной Европе. С 2001 по 2003 год все крупные журнальные бренды Германии, включая Frankfurter Allgemeine Zeitung, Süddeutsche Zeitung, Der Spiegel, Die Welt, установили ценовые барьеры.
Некоторые издания начали продавать онлайн версии печатных публикаций в формате pdf. Особенно этот вид был распространён среди крупных латиноамериканских газет, таких как Clarín и La Nación в Аргентине, El Tiempo в Колумбии и El Nacional в Венесуэле. Крупное испанское издание El Mundo запустило послеполуденный выпуск электронной газеты в 2001 году, а уже к 2004-му в Германии было около 30-40 подобных изданий. Стоимость ежемесячной подписки на Frankfurter Allgemeine Zeitung составляла 25 евро. Некоторые издательства последовали примеру The Wall Street Journal и начали создавать премиум-контент только для подписчиков. В 2002 году эту систему внедрили мексиканская газета Reforma и испанский журнал El Mundo, в 2003-м — Le Monde, а в 2005-м — The Globe and Mail. В США пионерами премиального контента стали газеты The Metropolitans Rochester-Post Bulletin, Tulsa World, Albuquerque Journal и The Columbus Dispatch.
Наряду с этим многие редакции проводили эксперименты с ценообразованием и взимали плату за отдельные разделы. Например, The New York Times брала деньги за кроссворды, Los Angeles Times монетизировала доступ к Calendar Live, в то время как журнал Milwaukee Journal Sentinel оформил платный доступ к репортажам о футбольной команде Грин-Бей Пэкерс.
Третий этап (кризис 2009 года)
Мировой экономический кризис 2008 года вызвал значительное падение продаж печатных изданий. Одновременно с этим начали появляться тематические рекламные сайты, такие как сайт объявлений craigslist.com, что стало одной из основных причин снижения количества компаний, готовых платить за рекламу на сайтах СМИ. В совокупности это привело к полномасштабному кризису средств массовой информации. Начиная с 2009 года в Соединённых Штатах из-за сокращения числа покупателей были закрыты или резко уменьшены тиражи ряда крупных городских ежедневных газет, включая Rocky Mountain News и Seattle Post-Intelligencer, оставшихся только в онлайн-формате. Проведённое в Великобритании в 2010 году исследование показало, что с 2001-го работу потеряли от 15 000 до 20 000 журналистов, в то время как повсеместное сокращение штатов продолжалось в течение последующих двух лет. В 2010-м Би-би-си была вынуждена сократить тысячи сотрудников, большинство из которых работали в отделах новостей. Помимо этого, размер лицензионного сбора с домохозяйств был заморожен на уровне 145,5 фунта стерлинга за одну телелицензию до 2016 года и телерадиовещательная организация согласилась самостоятельно покрывать расходы на World Service, которые до этого финансировались напрямую британским правительством. В период с 2007 по 2009 год тиражи газет резко упали во многих развитых странах, в том числе в Греции (на 20 %), в Японии (на 18 %), в Канаде (на 17 %), США (30 %) и Великобритании (25 %). Без учёта инфляции в США в период с 2000 по 2012 год рекламная выручка газет сократилась на $40 млрд — с 63,5 до 23 млрд. За 2007-2015-й год количество сотрудников отделов новостей в ежедневных газетах сократилось с 55 000 до 32 900 (около 40 %), а 11 % были закрыты, в то время как конкуренция между изданиями только возросла.
В связи с кризисом многие новостные издания вернулись к дебатам по поводу целесообразности введения модели пейволла. Если в начале 2009 года с платным доступом экспериментировали только крупномасштабные газеты и журналы, то к 2014-му более чем 500 ежедневных газет были вынуждены внедрить ценовые барьеры в том или ином виде.
Четвёртый этап (с 2011 года)
В 2011 году The New York Times запустила систему «ограниченного» пейволла, по которой пользователи получали доступ к чтению 20 статей бесплатно, после чего сталкивались с необходимостью оформить подписку. В апреле 2012-го количество статей уменьшилось до 10. Редакция посчитала, что в таком случае постоянные читатели с бо́льшей долей вероятности приобретут цифровую подписку для неограниченного доступа. По данным за конец марта 2020 года у издания было 5 млн цифровых подписчиков, из которых 3,9 млн платили за новости, а 1,1 млн — за приложения.
К началу 2013 года большинство крупнейших журналов и газет по всему миру ввели ту или иную форму пейволла. Так, ценовой барьер газеты Bild варьировался от 99 центов до 14,99 евро в месяц (в зависимости от получаемого пакета). К концу 2013-го у издания было 150 000 подписчиков. В этом же году пейволл установили швейцарская газета Swiss Blick и датская Ekstra Bladet. По статистике, в Канаде на конец 2013 года 80 % ежедневных газет либо повысили цены на подписки или планировали сделать это в ближайшее время. В это же время в Австралии более половины крупных газет взимали плату за доступ к цифровому контенту, а в Германии 76 из 660 представленных в интернете имели пейволл; из них две трети следовали модели premium, а остальные — модели по счётчику. Согласно исследованию Американского института прессы от 2016 года, из 98 газет США с тиражом более 50 000 экземпляров почти 80 % имели платный доступ. В 2018 году пейволл внедрило агентство Bloomberg, а в 2021-м — агентство Reuters. При этом некоторые издания не хотели жертвовать высокими просмотрами и по-прежнему предоставляли бесплатный доступ к своим материалам. К ним относятся Corriere della Sera в Италии, El País в Испании, The Guardian в Великобритании, USA Today в США или концерн немецких изданий во главе с Der Spiegel.
Первой российской газетой, установившей пейволл, стала «Ведомости» в 2011 году. Изначально для каждого читателя без подписки были доступны 13 статей в месяц, однако впоследствии все материалы были поделены на открытые и закрытые — первые доступны всем без ограничений, а вторые только постоянным читателям. В 2014 году пейволл анонсировал журнал Slon.ru — спустя год у него было уже 10 000 подписчиков, а в 2017-м ценовой барьер ввело бизнес-издание «Деловой Петербург».
В 2020 году «Новое время» стал первым украинским крупным общественно-политическим сайтом, который ввёл пейволл для доступа к части контента.

### Наука

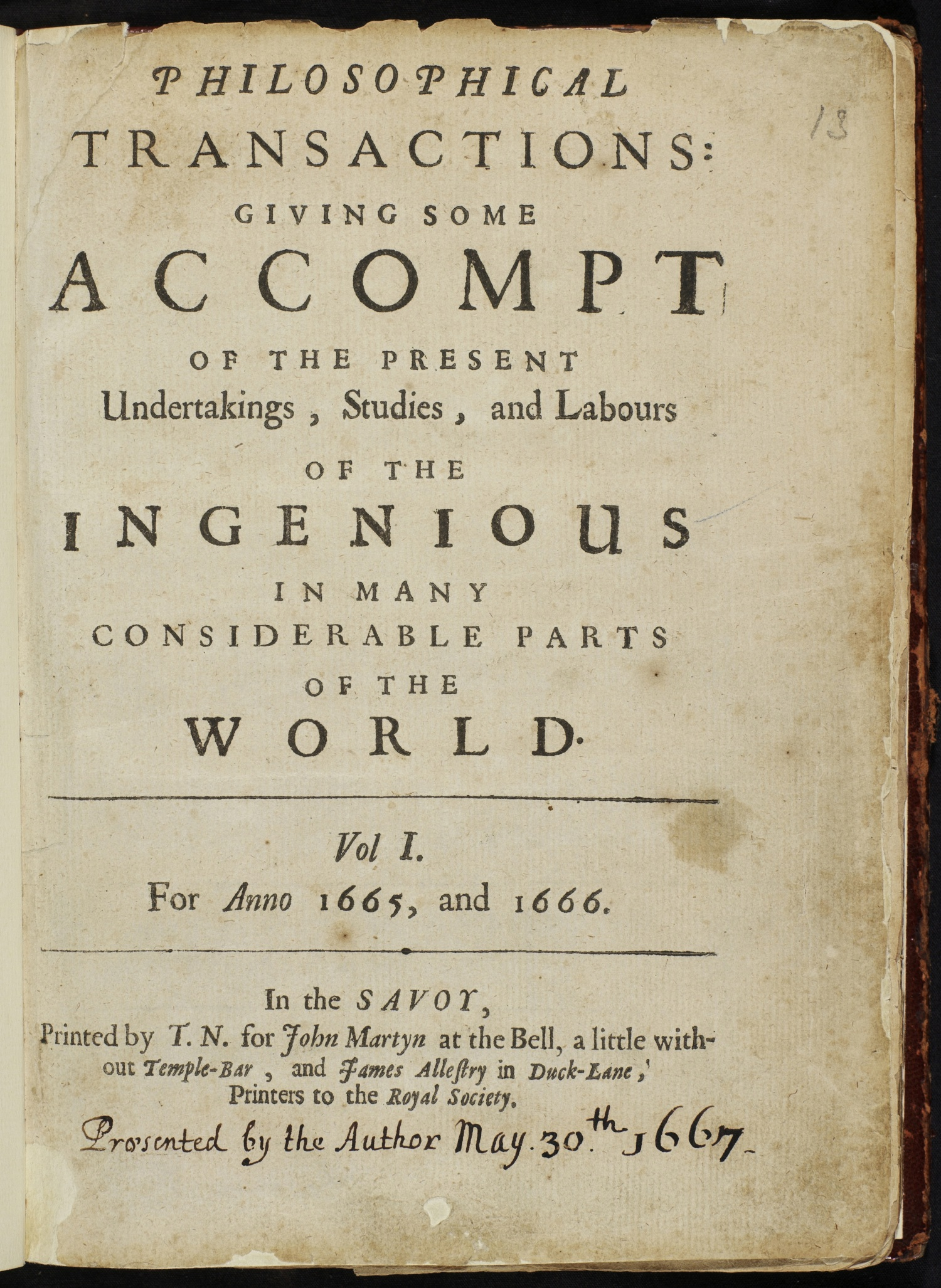
Обложка первого научного журнала Philosophical Transactions of the Royal Society, издаваемого Лондонским королевским обществом, 1666 год

Несмотря на то, что первые научные журналы начали появляться ещё в XVII веке, взрывной рост числа журналов произошёл в XIX столетии с развитием новых отраслей и специализацией науки. В это время исследователи создавали многочисленные научные общества в таких областях как библеистика, археология, филология, египтология, востоковедение и других. Каждое общество публиковало регулярный бюллетень, позволяющий учёным оставаться в курсе того, что делали другие. Со временем каждое научное сообщество начало публиковать специализированные журналы — The Lancet (1823 год), The Mining Journal (1835 год), The British Medical Journal (1840 год), The Engineer (1856 год) и Solicitors Journal (1857 год).
Первые научные журналы распространялись по почте через систему индивидуальной платной подписки. После Второй мировой войны базирующиеся в Европе научные журналы сосредоточились на продаже подписок на международном уровне, ориентируясь на американские университеты, получающие большие гранты на изучение времён холодной войны. По этой причине базирующиеся в Европе академические журналы начали оформлять международные институциональные подписки, отправляя публикации в американские институты. Рост числа изданий сопровождался консолидацией издательств. В 1950-х годах крупные издатели скупали всё больше журналов, превратив некогда распространённый бизнес в так называемую олигополию — рынок, контролируемый небольшим числом игроков. К началу 1970-х годов всего пять — Reed-Elsevier, Blackwell Science, Alex Springer и Taylor & Francis — публиковали 20 % всех научных статей в естественных и медицинских науках. В 1973 году они контролировали 20 % рынка научной периодики, в 2006-м — 50 %. К 2013 году их доля выросла до 53 %. Крупнейшим издательством стал Elsevier. По состоянию на 2019 год, компания публиковала почти полмиллиона статей в своих 3000 журналах, включая влиятельные Cell, Current Biology и The Lancet.
В условиях практического отсутствия конкуренции ведущие издательства установили высокие цены на подписки. При этом сложившаяся система производства научных работ оставалась невыигрышной для учёных и их работодателей — исследователи не получают вознаграждения за публикацию своих работ в журналах, при этом передавая имущественные права издательствам, которые впоследствии перепродают доступ к работам библиотекам через систему институциональных подписок.
С появлением интернета издания начали переходить из традиционного печатного формата в цифровой. Электронные журналы издания появились в конце XX века, когда Elsevier, Springer, Wiley, Taylor & Francis и Sage запустили свои сайты. В 1997-м Elsevier создало портал ScienceDirect — базу данных научной периодики, в которой на 2017-й содержалось более 13 млн статей и 33 000 книг. Доступ к порталу осуществляется через пейволл. Стоимость прочтения статьи, без права на загрузку или печать, составляет около $10. Годовая подписка на журнал выходит в приблизительно $200. Исследователи провели расчёты, согласно которым, работающему над диссертацией аспиранту
необходимо тратить около $1000 в неделю для прочтения всех нужных статей. Как правило, эти затраты оплачивает научное учреждение, оформляющее институциональную подписку на главные издательства, однако иногда доступ к научной информации затруднён, особенно в развивающихся странах.
Несмотря на снижение стоимости публикационного процесса, редакции продолжили повышать цены на подписки и внедрять «пакетные сделки» — систему, при которой университетские библиотеки вынуждены приобретать доступ ко всем журналам издательства, а не покупать только те издания, в которых они нуждаются. Издатели утверждают, что публикация работ в интернете связана с рядом дополнительных затрат на обеспечение должной цифровой инфраструктуры. Помимо этого, объём публикуемых статей растёт каждый год, а значит библиотеки университетов также должны подстраивать свой бюджет на покупки подписок. С 2016 по 2018 год ежегодные расходы Виргинского университета на журналы Elsevier увеличились на $118 000 — с $1,71 млн до $1,83 млн. При этом работники университета не используют большинство из приобретаемых журналов. Так, в 2018 году университет заплатил Springer Nature $672 000 за почти 4000 изданий, к 1400 из которых никто так и не запросил доступа.
Для учёных доступ к другим научным работам представляет первостепенное значение — при его отсутствии исследователю может недоставать ключевой информации для принятия решений о дизайне эксперимента или интерпретации результатов исследования. При этом цена на индивидуальную подписку на научные журналы является непомерно высокой. Даже при наличии доступа к институциональным подпискам и к межбиблиотечному абонементу отдельные статьи по-прежнему могут быть закрыты.

## Восприятие

### Читатели
Проведённые в 2010—2011 годах исследования показали, что читатели негативно реагировали на введение пейволлов и выражали неготовность платить за доступ к онлайн-материалам, однако были склонны поменять своё мнение, если издания приводили убедительные аргументы по обоснованности платного доступа. В то же время ценовые барьеры приводили к значительному снижению читательской аудитории порталов, особенно среди молодых людей, а также к созданию негативного образа в глазах посетителей, что, в свою очередь, оказывало отрицательный эффект на развитие сайта. Опрос 1700 канадцев в 2010 году показал, что 92 % респондентов, потребляющих новости в интернете, предпочитали бесплатную альтернативу, а 81 % заявили, что они абсолютно не готовы платить за новостной контент.
С введением пейволлов многие пользователи с низким уровнем дохода и образования сократили пользование местными новостями и начали использовать другие источники для получения информации. Согласно исследованию 2018 года, только 5 % людей, наткнувшись на пейволл, готовы оплатить постоянную подписку на издание. При этом 40 % читателей заявили, что готовы платить небольшую ежедневную плату за контент, а 20 % — платить отдельно за каждую читаемую статью.
После оформления подписки, независимо от возраста, читатели демонстрируют более высокую степень активности по сравнению с пользователями с бесплатной подпиской и подписчиками с краткосрочными аккаунтами, которые демонстрируют самую низкую активность.

### Издательский рынок
Начиная с середины 2000-х газеты и журналы по всему миру стали отдавать предпочтение онлайн-формату. Начиная с середины 2000-х некоторые газеты США и Великобритании сократили печатный тираж до 50 %. По данным доклада Федерального агентства по печати и массовым коммуникациям за 2011—2016 год, газетный тираж в Европе сократился на 21,3 %, а в странах Северной Америки — на 8,8 %. Главными причинами стали распространение онлайн-форматов и появление смартфонов.
Если до 2010 года доходы от рекламы составляли до 80 % бюджета газет и журналов, то на 2018-й — только 50 %. Данные Американского института прессы за 2016 год показали, что 77 из 98 газет США с тиражом более 50 000 экземпляров внедрили пейволл. При этом издатели ожидают, что в будущем около 28 % бюджета будет формироваться за счёт доходов от платного доступа, и только 29 % будет составлять реклама. Остальные доходы (43 %) будут поступать от стриминга видео, проведения мероприятий и других источников финансирования. На май 2018-го, только 20 % всех изданий в США не внедрили платный доступ, 5 % использовали гибридную модель, а 72 % — мягкий пейволл. Жёсткий пейволл использовали только 0,4 % газет, в то время как 2,5 % внедряли альтернативные стратегии получения прибыли. Анализ более чем 200 главных медиа в США и странах Европы в 2019 году показал, что около 69 % изданий использовали ту или иную модель пейволла. Чаще всего издания отдавали предпочтение мягким и гибридным формам, в то время как жёсткий тип платного доступа встречался реже всего.

## Виды

### Жёсткий

Логотип Financial Times

Так называемый жёсткий пейволл (англ. hard paywall) ограничивает читателям доступ к контенту до оплаты подписки. Такой вид ценового барьера может «закрывать» как определённый раздел, так и целый веб-сайт. В этом случае каждый не оформивший подписку пользователь лишён доступа к материалам издания. Большинство журналов и газет не стремятся внедрять этот вид пейволла из опасений, что наткнувшись на ценовой барьер, большинство читателей будут пытаться найти информацию у конкурирующих новостных порталов. Также введение такого вида пейволла представляет риск для газет с недостаточно высоким количеством читателей или неустоявшейся аудиторией. Поэтому чаще всего жёсткий пейволл внедряют те издания, у которых уже есть нишевая аудитория, готовая платить за подписку — тогда подобный вид платного доступа с наибольшей долей вероятности приведёт к увеличению доходов. При этом сотрудники издания должны постоянно издавать материалы, способные составлять конкуренцию бесплатному контенту и соответствовать уровню ожидания подписчиков. Установка слишком высокого пейволла может отрицательно сказаться на числе посетителей, что приведёт к уменьшению количества потенциальных рекламодателей.
Примером изданий с жёстким платным доступом является Financial Times, внедрившая систему в 2010 году — все страницы, кроме главной, были недоступны для не-подписчиков — чтобы получить к ним доступ требовалось заплатить 1 фунт стерлингов за день. На 2019 год на издание подписались около 1 миллиона читателей, благодаря чему оно полностью отказалось от доходов от рекламы. Другим примером стал The Wall Street Journal, «закрывший» доступ к своему контенту в 1996 году.

### Мягкий

Пример вымышленного новостного веб-сайта с мягким пейволлом, предоставляющим каждому посетителю 7 бесплатных статей до того, как потребуется платная подписка

Мягкий пейволл предоставляет доступ к онлайн-контенту на установленных издательствами условиях. Наиболее часто встречается пейволл «по счётчику» (англ. metered paywall) — система, позволяющая пользователю просматривать ограниченное количество материалов в течение определённого периода времени. После достижения лимита читателям закрывают доступ и просят приобрести подписку. Многие издатели, которые изначально пытались ввести «жёсткий» пейволл, в конечном итоге заменили его «мягким». Главной целью мягкого пейволла является увеличение количества аудитории за счёт тех пользователей, которые после просмотра ограниченного количества статей захотят продолжить чтение других материалов. Чтобы определить количество ежемесячных открытых статей, издательства тестируют эластичность спроса по цене: рассматривают несколько лимитов (например, 5, 10 и 15 бесплатных историй в месяц) и варианты цены за подписку (от $5 до $15 в месяц). На основе результатов тестов редакция делает выводы о платёжеспособности и интересах своей аудитории, а также определяет оптимальную модель. Как правило, конечное решение зависит от ряда факторов — типа предложенного контента, конкуренции с другими СМИ, готовности объединять цифровые и печатные форматы. При этом отдельные исследования показывают, что прямой связи между количеством предоставляемых бесплатных доступов и количеством подписчиков нет и подобный искусственный барьер только отвлекает потенциальных постоянных читателей.
Financial Times установила лимит в 10 бесплатных статей в месяц, после чего пользователей просят оплатить от 4,99 до 7,49 евро за подписку, в зависимости от пакета. The Boston Globe постоянно пересматривает свою политику в отношении платного доступа — так, в конце апреля 2017 года количество бесплатных статей было уменьшено с 5 до 2-х каждые 45 дней. Одним из самых успешных примеров издания с мягким пейволлом является The New York Times (NYT) — за первые три месяца после запуска платного доступа газета продала 224 тысячи цифровых подписок, вместе с которыми читатели получают доступ и к основной и мобильной версиям сайта, а также всем мобильным приложениям газеты. В апреле 2012 года NYT снизила количество доступных бесплатных статей с 20 до 10. В 2019 году на систему мягкого пейволла перешёл The Atlantic, установив лимит ежемесячно доступных читателям статей в 5, а цену на годовую подписку в $49,99.

### Гибридный
Издатели внедряют гибридный пейволл (или freemium) для совмещения бесплатного и платного контента. При такой системе разделы последних новостей, как правило, остаются открытыми — их написание требует относительно немного времени, при этом доступное освещение событий соответствует принципам этической ответственности журналистских изданий перед обществом. Одновременно с этим газеты и журналы предлагают платный доступ к эксклюзивным материалам — анализу событий и явлений, а также расследованиям. Таким образом, доходы издательства формируются как за счёт рекламы, так и за счёт ограниченного количества подписчиков, интересующихся премиум-контентом. Как правило, такой тип пейволла более распространён во Франции и Германии, в США он встречается реже. Гибридный пейволл требует высокой скорости производства контента, чтобы издания могли вовремя удовлетворять потребности как платной, так и бесплатной аудитории. Главным преимуществом этого вида платного доступа считается то, что читатели могут свободно ознакомиться с материалами газеты или журнала до оплаты подписки. При этом издания могут измерять эффективность статей и уровень вовлечённости читателей, тем самым определяя какой тип контента можно разместить в платном доступе.
The Telegraph стала одной из первых британских газет с гибридным пейволлом — издание ограничило доступ к примерно 15 % контента. Подобная модель также часто применяется среди научных журналов Nature и Science, New Scientist и Scientific American, The Lancet. Поскольку бесплатные функции являются мощным маркетинговым инструментом, эта модель позволяет новому предприятию расширяться и привлекать базу пользователей, не тратя ресурсы на дорогостоящие рекламные кампании. Так, гибридная модель стала доминирующей бизнес-моделью среди интернет-стартапов и разработчиков приложений для смартфонов — пользователи получают базовые функции бесплатно и впоследствии могут оформить доступ к расширенной версии за определённую плату.

### Гибкий
Начиная с 2018 года отдельные СМИ стали внедрять гибкий пейволл (англ. dynamic paywall) — вид платного доступа, основанный на индивидуальном подходе к потенциальным читателям. В его основе лежит адаптация условий подписки под разные подгруппы аудитории сайта, в зависимости от индивидуальных интересов, поведения в интернете, а также ценовой чувствительности. Гибкий пейволл не только регулирует количество ежемесячно доступных статей, но и цену постоянной подписки. Для получения доступа к персональной информации издания просят зарегистрироваться на сайте через email, формируя еженедельную или ежедневную выборки об активности пользователей и контенте, который им интересен, а затем с помощью искусственного интеллекта анализируют. Впоследствии полученную информацию используют для адаптации предложений с учётом интересов и потребностей каждого. Подобная стратегия позволяет идентифицировать читателей с наибольшей склонностью к подписке.
Одними из первых изданий, которые ввели гибкую систему, стали The New York Times, The Wall Street Journal и Hearst Newspaper. Так, после внедрения этой системы на NYT подписались около 200 000 новых читателей. The Wall Street Journal внедрил гибкий пейволл в 2018 году. Система сайта измеряет активность читателей по 60 переменным, включая частоту посещений, давность, продолжительность, предпочтительные типы контента и типы устройств. Это позволяет сформировать индивидуальную оценку вероятности подписки, которая впоследствии используется для составления персонального предложения. На 2019 год у издания было чуть менее 2,5 млн постоянных читателей, из которых 1,5 миллиона составили цифровые подписчики.

### Добровольные пожертвования
Другой пример ценового барьера — добровольные пожертвования пользователей. Этот тип пейволла относят к открытому платному доступу, поскольку он является наименее навязчивым методом монетизации цифрового контента. В этом случае читатели вносят разовые или постоянные пожертвования за то, чтобы материалы издания оставались бесплатными. Через пожертвования пользователи показывают своё отношение к редакционной независимости газеты. Наиболее ярким примером подобной модели является британская газета The Guardian — с 2015 по 2018 год более миллиона пользователей отправили ей пожертвования. В 2019 году издательство сообщило, что его доход за 2018—2019 год составил 223 млн фунтов стерлингов ($292 млн), а операционная прибыль — 800 000 фунтов стерлингов ($1,47 млн). При этом за 2016 по 2019 год количество читаталей, подписавшихся на регулярные пожертвования, увеличилось с 12 000 до 655 000. Цифровая выручка, включающая рекламу и платежи читателей, составила 55 % всех доходов The Guardian.
В апреле 2021 года русскоязычное латвийское интернет-издание Meduza также экстренно перешло на финансирование через пожертвования. Причиной послужило внесение издания в российский реестр СМИ — «иностранных агентов», из-за чего Meduza лишилась доходов от рекламы.

### Микроплатежи
В ноябре 2009 года несколько медиа-сайтов, включая Time, People, Sports Illustrated, The New Yorker и Vogue, начали взимать с читателей небольшую плату за чтение отдельных статей — так называемые микроплатежи. Этот вид пейволла не получил широкого распространения, поскольку изданиям выгоднее продавать постоянные подписки, каждая из которых может приносить газете или журналу в среднем около сотни долларов в год. Согласно проведённому в 2018 году консалтинговой компанией Simon-Kucher & Partners опросу, после столкновения с пейволлом только 5 % цифровых читателей перейдут на оплату полной подписки, около 40 % людей готовы платить ежедневную плату за контент, а 20 % готовы платить небольшую сумму за отдельный материал.

## Принцип работы
Администраторы изданий могут внедрять систему пейволлов в архитектуру своих сайтов через систему управления содержимым (или CMS) — программное обеспечение, позволяющее планировать, создавать и изменять контент. К наиболее популярным видам CMS относят WordPress, Magento, Drupal. Внедрение модуля управления доступом (АСМ) позволяет идентифицировать каждого отдельного пользователя при входе на сайт и определить, имеет ли он доступ к содержимому. Для этого модуль АСМ использует файлы cookie или JavaScript. Если пользователь имеет право на доступ к «закрытым» статьям, сервер открывает доступ к контенту. В противном случае АСМ направляет читателей на стартовую страницу для уточнения данных учётной записи. При успешной авторизации запрошенные материалы становятся доступными для чтения, а при отказе — модуль АСМ блокирует доступ к запрашиваемому контенту.
Платёжный интерфейс обслуживает интегрированный субмодуль SAPM, который предоставляет различные способы оплаты или ссылки на поставщиков платёжных услуг. При этом платёжный интерфейс обменивается данными о подписчиках и транзакциях как с CMS, так и с системой планирования ресурсов и системой управления взаимоотношений с клиентами.
Контент-провайдеры могут отслеживать поведение пользователя от первого посещения сайта до фактического выбора варианта подписки и действий при повторной покупке. Некоторые издания собирают и анализируют это информацию, чтобы впоследствии применить для внедрения более гибкого пейволла, подразумевающего индивидуальный подход к клиентам.

## Отмена

### Запланированные мероприятия
В некоторых случаях новостные издания отказывались от пейволла для освещения крупных запланированных событий, таких как выборы или Олимпийские игры. В подобных случаях отмена пейволла служит для повышения прибыли через просмотры и доходы от рекламы. Так, в 2012 году издания Wall Street Journal, The New York Times и Financial Times отказались от пейволла для освещения президентских выборов в США. Wall Street Journal сделал свои онлайн материалы бесплатными только в день выборов, а The New York Times убрали платный доступ на весь период кампании. В свою очередь, Financial Times решила сделать «открытым» раздел «Читайте бесплатно», чтобы читатели смогли внимательно изучить ход кампании и влияние, которое она окажет на будущие выборы. Помимо этого, FT убрала пейволл 23 июня 2016 года, когда Великобритания проголосовала за выход из Европейского Союза. Times и The Sunday Times отказались от платного доступа, чтобы освещать празднование бриллиантового юбилея королевы Елизаветы; NBC временно сделала бесплатную онлайн-трансляцию Летних Олимпийских игр 2012 года для соревнований по плаванию между Майклом Фелпсом и Райаном Лохте.

### Чрезвычайные ситуации
Издания отключают пейволл и для освещения чрезвычайных ситуаций. В октябре 2012 года, при обрушении урагана «Сэнди» на восточное побережье США, газеты The New York Times, The Wall Street Journal, The Baltimore Sun, The Seattle Times, Newsday, Pocono Record, Cape Cod Times, SeacostOnline и The Day временно отказались от пейволла. The Boston Globe вместе с Times Journal и The Washington Post полностью или частично убрали пейволл после взрывов на Бостонском марафоне в апреле 2013 года. Также издания бесплатно освещали Массовое убийство в Вашингтон-Нейви-Ярд, а Kyiv Post — события Евромайдана.
Пандемия COVID-19
В марте 2020 года основные издания США значительно снизили или полностью убрали пейволл, классифицировав распространение вируса COVID-19 как чрезвычайную ситуацию, информация о которой должна быть доступна каждому. Спустя год после начала пандемии, некоторые издание начали возвращать платный доступ к историям про COVID-19, вызвав этим оживлённые дебаты об этической стороне этого действия.

### Увеличение аудитории
Увеличение аудитории за счёт привлечение внимания к другим разделам или проектам издания служит другой причиной для снятия пейволла. Так, в 2014 году The New York Times предложила одну неделю неограниченного доступа к своему приложению «NYTNow» в честь «Национального дня взаимодействия с новостями», призванного побудить людей «читать, смотреть, ставить лайки, делиться и говорить о новостях». Главной целью издания было привлечь «более молодую, ориентированную на мобильные устройства аудиторию», которая позже подпишется на полную версию сайта. В 2014 году Los Angeles Times сделала доступ к своему проекту «Календарь событий» платным, однако после падения трафика — убрала пейволл. Стремясь «поддержать совместные исследования» с использованием своего контента, Nature объявил, что если подписчик поделится ссылкой на статью, то она станет доступна для других читателей по этой ссылке, даже если они не являются подписчиками журнала. San Francisco Chronicle придерживается похожей стратегии и позволяет не-подписчикам читать материалы, которыми с ними делятся люди, оплатившие доступ. При этом отдельные издания используют бесплатные версии, чтобы посетители перешли в категорию подпсичиков.

### Реклама
Другие издания отменяли пейволл в рамках стратегического партнёрства с рекламодателями и промоутерами. В таком случае весь онлайн-контент становится бесплатным для любых пользователей в течение ограниченного количества времени, которое спонсируется рекламодателями. Так, The Atlantic отказался от пейволла в обмен на предоставление одному из крупнейших инвестиционных банков Goldman Sachs исключительных прав на рекламу. Newsday был бесплатным в течение месяца, потому что его материнская компания Cablevision отказалась от платного доступа в обмен на рекламу своего «Рождественского спектакля Radio City». В рамках продвижения своего обновлённого сайта Los Angeles Times в партнёрстве с Etihad Airways сделали весь контент бесплатным в течение трёх дней и демонстрировали только рекламу авиакомпании. В некоторых случаях к отмене или снижению пейволла приводили долгосрочные партнёрские отношения. Так, в 2013 году сеть Starbucks объявила, что при использовании их Wi-Fi посетители ежедневно будут получать доступ к 15 бесплатным статьям New York Times, когда как в то время газета предлагала для не-подписчиков только 10 статей в месяц. Позднее партнёрство было расширено, чтобы предоставить участникам программы My Starbucks Reward Program 12 недель бесплатного доступа к мобильному приложению New York Times.

### Эксперименты
Отдельные новостные издания отказывались от платного доступа в рамках эксперимента. Так, канадская газета «Торонто стар» снизила свой платный доступ в рамках теста, чтобы увидеть, сможет ли она вместо этого получать доход с помощью своего нового приложения для планшетов.
The Dallas Morning News экспериментировала с несколькими версиями платного и бесплатного контента: в 2011 году газета ввела строгий платный доступ без бесплатных образцов; в 2013 году он стал бесплатным сайтом с «премиальной» версией с улучшенной навигацией, персонализацией, меньшим количеством рекламы и скидками для подписчиков; а в 2014 году издание приостановило работу премиум-сайта как «девятимесячный эксперимент, который не помог» и оставило свой основной сайт полностью бесплатным. Getty Images прекратила свой эксперимент с платным доступом, поскольку это оказалось неэффективным способом взимания платы за контент, который и так свободно распространялся. Пытаясь вернуть читателей, Variety отказалась от платного доступа, назвав его просто «интересным экспериментом, который не сработал»; а британская Johnston Press отказалась от платного доступа на всех своих 300 сайтах, обнаружив, что в его онлайн-сети меньше сотни подписчиков.

### Движение за открытый доступ

Логотип открытого доступа, первоначально разработанный Public Library of Science

Отказ от пейволлов среди научных журналов связан с распространением движения за открытый доступ, сторонники которого выступают за устранение «платных барьеров» на пути к знанию. В частности, они критикуют несправедливую систему распространения научных работ, при которой учёные вынуждены без денежного вознаграждения публиковать результаты исследований, которые были уже в большинстве случаев профинансированы средствами налогоплательщиков или грантами. В свою очередь журнал прячет статью за пейволлом и затем продаёт доступ к ней через систему институциональных и частных подписок. По состоянию на 2020 год, стоимость прочтения одной статьи Elsevier или Springer Publishing достигала $30, а годовой подписки на один журнал — от 3 до 20 тысяч $. Выручка от пейволла целиком достаётся издательству.
В феврале 2002 года Будапештская инициатива открытого доступа определила термин «открытый доступ» как бесплатный (free), оперативный (immediate), постоянный (permanent), полнотекстовый (fulltext), онлайновый (online) доступ к научным публикациям. Главной целью открытого доступа является отказ от пейволла в сфере научных публикаций, для достижения которой инициатива определила две основные стратегии, или золотой и зелёный пути. В первом случае исследователи публикуют свои работы в специально созданных журналах открытого доступа, которые берут одноразовый взнос за покрытие расходов журнала, связанного с публикацией материала. После этого статья становится доступной для общественности. Стоимость взноса за публикацию ранжируется от $1500 до $2500. Чаще всего эту сумму покрывает грантодатель или работодатель, однако в некоторых случаях расходы покрываются самими авторами. Одними из самых авторитетных журналов открытого доступа являются издания PLoS, материалы которых распространяются по открытой лицензии CC-BY и индексируются внешними поисковыми системами. Публикация статей в журналах открытого доступа увеличивает количество скачиваний и цитирований статей. В свою очередь, зелёный путь или самоархивирование подразумевает размещение работ в традиционных коммерческих научных журналах c одновременной публикацией в открытых источниках — крупных тематических (например, arXiv.org или PubMed Central) или институциональных репозиториях, или на личных сайтах авторов. Чаще всего «зелёный путь» рассматривается как наиболее оптимальная модель, поскольку подразумевает более демократичный и наименее радикальный переход от традиционных публикационных моделей к открытому доступу. Авторы размещают свои работы в репозиториях как в виде препринтов, так и уже опубликованных версий.
Одновременно с этим ряд университетов по всему миру начал отказываться от контрактов с ведущими научными издательствами. В 2019 году Калифорнийский университет объявил о прекращении годовой подписки на издания Elsevier, которая обходилась ему в $10 млн. В 2015 году Ассоциация университетов Нидерландов выступила за снижение цен на институциональную подписку и предоставление открытого доступа к статьям, опубликованным в стране. Elsevier согласилось предоставить 30 % публикаций. В 2016 году более 140 исследовательских институтов Тайваня и 60 институтов Германии отказались от подписки на Elsevier. В 2018 консорциум университетов Швеции принял аналогичное решение — только за 2017 год ассоциация потратила 12 млн евро на институциональные подписки, и, помимо этого, около 1,3 млн евро на оплату публикацию статей в открытом доступе Elsevier. По этой причине консорциум запросил издательство позволить исследователям включить в стоимость институциональной подписки возможность публикации работ в открытом доступе. Консорциум также попросил Elsevier пересмотреть ценовую систему, которая была бы более открыта для перехода на открытый доступ. После отказа, Шведский консорциум университетов принял решение прекратить подписку. Аналогичное решение было принято рядом венгерских и норвежских университетов. Издательство пошло навстречу норвежскому консорциуму и разрешило исследователям публиковать свои статьи в открытом доступе в около 90 % журналов Elsevier.
Для борьбы с существующей системой пейволлов и переходом к открытому доступу ведущие европейские научные фонды при поддержке Европейского исследовательского совета в 2018 году выпустили «План S». Эта радикальная инициатива требовала от учёных, финансируемых Science Europe, публиковать работы в журналах с открытым доступом. К коалиции также присоединились Всемирная организация здравоохранения, Wellcome Trust, Фонд Билла и Мелинды Гейтс и 17 европейских национальных спонсоров. В 2019 году старт проекта был перенесён с 2020 на 2021 год. Инициатива предполагает, что все принявшие «План S» организации должны изменить условия выдачи грантов, чтобы получающие финансирование исследователи имели возможность открыть доступ к своим публикациям. «План S» сфокусировал своё внимание на радикальном переходе по «золотому» пути к открытому доступу.

### Научное пиратство

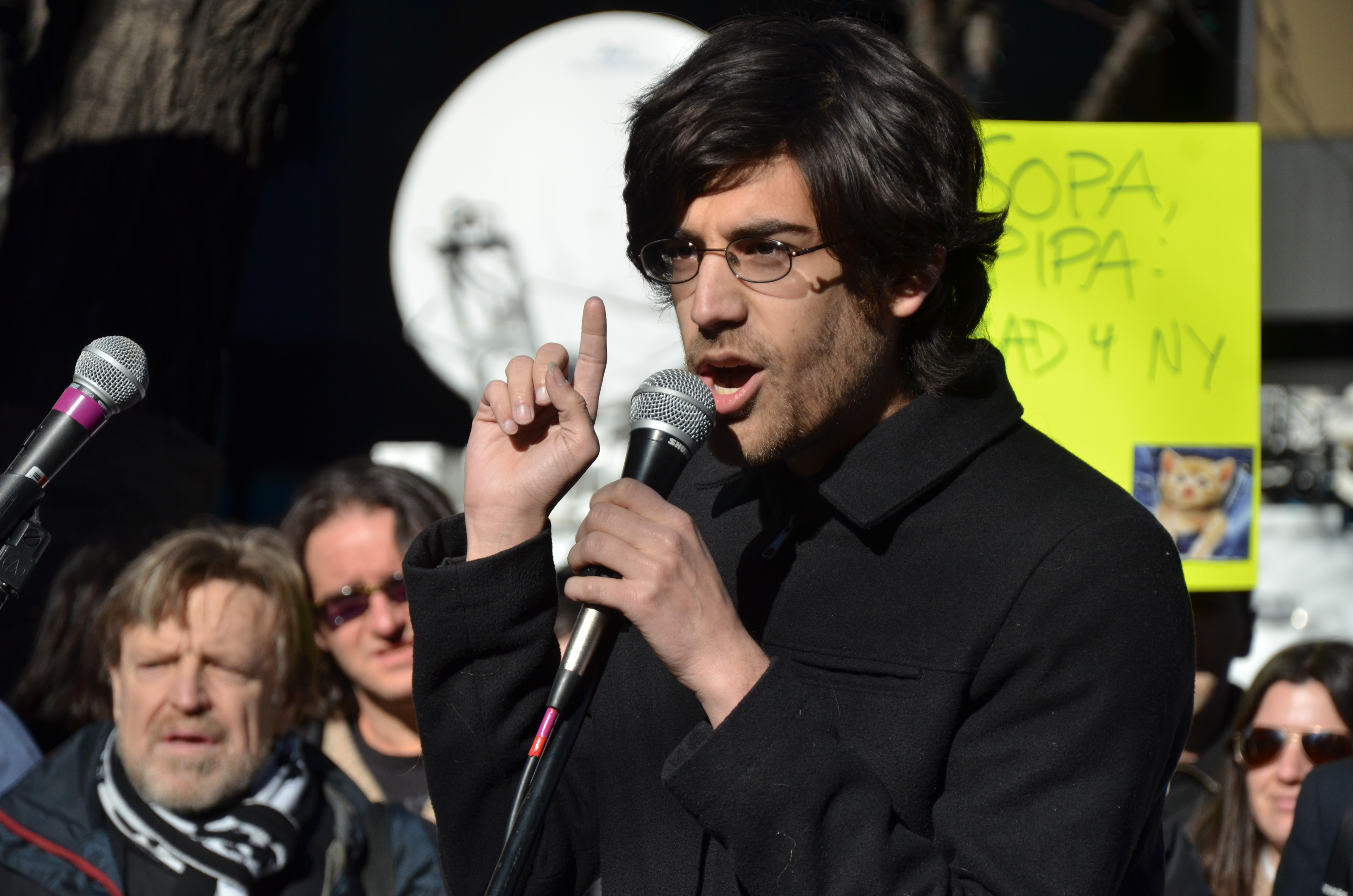
Аарон Шварц на одном из протестов против принятия законопроекта «О противодействии онлайновому пиратству», 2012

Высокие пейволлы стали главной причиной развития научного пиратства — нарушения авторских прав для получения доступа к научной литературе через создание отдельных сайтов и теневых библиотек. Исследователи по всему миру используют ряд альтернативных способов для получения доступа к скрытой за пейволлами научной литературе. Одним из первых методов стало использование хэштега #ICanHazPDF в Твиттере, через который пользователи просят прислать им статьи, к которым у них нет доступа. Несмотря на отсутствие систематизированной статистики, считается, что запросы выполняются в течение нескольких минут или часов. По такому же принципу работают другие порталы — Reddit Scholar, Pirate University и grr.aaaaarg. Сторонники научного пиратства утверждают, что распространение литературы таким образом способствует этическим принципам научного сотрудничества. Противники, наоборот, говорят о том, что научное пиратство не отличается от пиратства фильмов или телешоу.
В 2011 году исследовательница в области нейрокомпьютерных технологий Александра Элбакян создала сайт под названием Sci-Hub, впоследствии ставший крупнейшей и наиболее популярной теневой библиотекой. Согласно предоставленным сайтом данных, в конце марта 2021 года портал обеспечивал доступ к 85 млн работ. Только за 2017 год портал обеспечил около 200 млн загрузок. Sci-Hub предоставляет доступ к научным работам, обходя пейволл методом веб-скрейпинга — пользователи вставляют в окно поиска ссылку на нужную публикацию, после чего им становится доступна pdf версия документа. В 2012 году коллекция портала была объединена с архивом другой крупной теневой библиотеки Library Genesis. Помимо этого, сайт регулярно добавляет в своё хранилище новые публикации по актуальным темам даже до появления соответствующих запросов у читателей. За создание сайта в 2016 году Элбакян вошла в десятку самых влиятельных деятелей науки по версии журнала Nature.
Деятельность Элбакян зачастую сравнивают с активизмом американского программиста Аарона Шварца, выступавшего за принципы открытой науки и свободного интернета. В 2010 году Шварц скачал 4,8 млн научных статей из онлайн-библиотеки JSTOR через аккаунт Массачусетского технологического института. Впоследствии против активиста федеральной прокуратурой были предъявлены обвинения по 13 пунктам, в том числе о массовой краже данных, повреждении компьютеров MIT и мошенничестве с использованием электронных средств связи для получения финансовой выгоды. Шварцу грозило до 50 лет тюремного заключения и штраф в $1 млн. 11 января 2013 года активист покончил жизнь самоубийством в возрасте 26 лет.

## Критика

### Коммерческая выгода
Отдельные исследования указывают на нежизнеспособность модели пейволлов по причине экономической неэффективности. Так, доходы от платных подписок по-прежнему не являются основой бюджета многих изданий, при этом ценовые барьеры снижают посещаемость сайтов среди лиц в возрасте от 18 до 24 лет на 51-99 %. При этом ни одна из форм пейволла не является достаточно устойчивой для финансирования журналистики в будущем.
Несмотря на то что аудитория новостных онлайн-проектов постоянно растёт, большинство изданий не может в полной мере монетизировать расширяющуюся аудиторию. Помимо этого, введение подобной модели может быть неэффективным для небольших региональных газет, которые, в отличие от крупных издательств, таких как Wall Street Journal и Financial Times, не владеют качеством и эксклюзивностью предлагаемого контента, а также наличием сильного бренда. Такие газеты при внедрении системы пейволлов обычно несут убытки, когда они начинают взимать с читателей плату за доступ к цифровым изданиям. Отчёт за 2019 год показал относительно небольшой прирост пользователей, оформивших новые подписки на онлайн-новости. Одной из причин для этого является достижение верхнего лимита тех пользователей, которые имеют возможность и желание оплачивать платный доступ к новостным изданиям.

### Информационное неравенство
Критики системы пейволлов указывают на то, что введение платного доступа к онлайн-контенту делит читателей на тех, у кого есть финансовые и технические возможности обеспечить доступ к «закрытой» информации, и тех, у кого такие возможности отсутствуют. Это оказывает влияние на формирование рынка новостных веб-сайтов — те читатели, которые платят за доступ к новостям, идентифицируются как пользователи с более высокой покупательной способностью и, соответственно, становятся целевой аудиторией маркетинговых компаний. В свою очередь, рекламодатели стремятся сотрудничать с теми изданиями, которые успешно внедрили пейволл, что приводит к уменьшению доходов и даже банкротству газет и журналов с «открытым» контентом. Подобное разделение может привести к формированию неравенства — в то время как одна часть общества будет потреблять качественные журналистские расследования, другая будет иметь доступ только к низкокачественным статьям. По состоянию на 2019 год, пейволл ограничивает доступ примерно к 75 % научным материалам, что оказывает наиболее негативное влияние на исследователей из развивающихся стран.